# Yungaburra-Nationalpark
Der Yungaburra-Nationalpark (engl.: Yungaburra National Park) ist ein Nationalpark im Nordosten des australischen Bundesstaates Queensland. Er liegt 48 Kilometer südwestlich von Cairns und 2 Kilometer südwestlich von Yungaburra. Der kleine Park in den Atherton Tablelands schließt unmittelbar an den Curtain-Fig-Nationalpark an.
Der 1953 ausgewiesene Park ist über die Curtain Fig Road zu erreichen. In ihm ist ein kleiner Bestand von Vorhang-Würgefeigen geschützt.